# Tosc

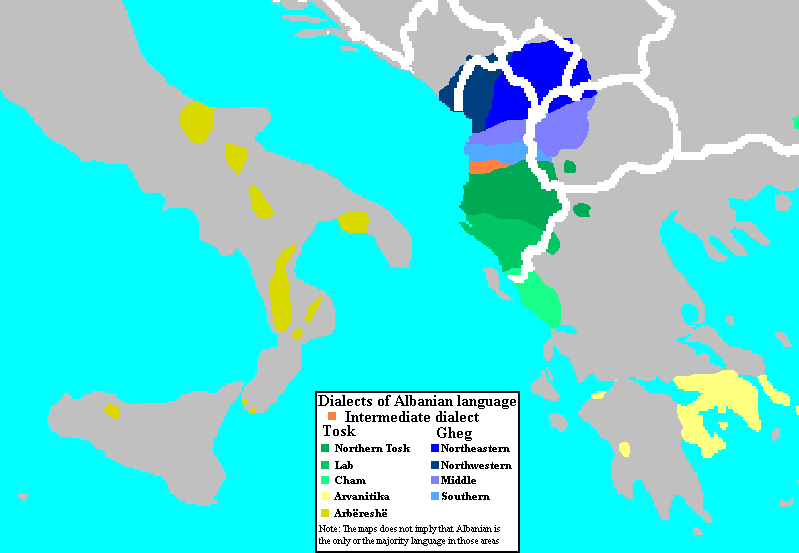
Mapa dels dialectes de l'albanès.

El tosc és un dialecte de l'albanès parlat al sud d'Albània i en enclavaments de Grècia, del sud d'Itàlia, de la Turquia europea i de Bulgària. En albanès és nomenat toskëishtja. El primer text conservat escrit en tosc data entorn el 1500. Antigament el tosc feia servir en la seva escriptura, a més de l'alfabet llatí, els alfabets grec i àrab. El tosc va ser la principal varietat de l'albanès en la literatura albanesa dels segles XIX i XX, i ha esdevingut la base de la llengua estàndard actual, establerta després de la Segona Guerra Mundial.